# Enmenuna
Enmenuna – według Sumeryjskiej listy królów piętnasty władca należący do I dynastii z Kisz. Dotyczący go fragment brzmi następująco:
„Enmenuna (z Kisz) panował przez 660 lat”.
Jego dwaj synowie Melam-Kisz i Barsalnuna byli kolejno szesnastym i siedemnastym władcą I dynastii z Kisz.